# Crazy Kong
Crazy Kong (クレイジーコング Kureijī Kongu?) es un videojuego arcade similar a Donkey Kong de Nintendo, desarrollado por Falcon y lanzado en 1981. Aunque comúnmente se creía que era una versión pirata, tenía licencia la oficial para operar solo en Japón cuando Nintendo no podía satisfacer la demanda interna (aunque Donkey Kong todavía se lanzó allí). Conserva todos los elementos de juego de Donkey Kong, pero sus gráficos fueron redibujados y recoloreados. Falcon incumplió su contrato al exportar los gabinetes al extranjero, lo que llevó a Nintendo a revocar la licencia en enero de 1982. Al igual que el juego original, Crazy Kong tenía versiones piratas bajo títulos como Congorilla, Big Kong, Donkey King y Monkey Donkey.
Hay dos versiones: Crazy Kong y Crazy Kong Part II. Las diferencias entre ellos están en artefactos y errores cinematográficos menores, opciones de paleta de colores y diferencias menores en el juego; la primera no muestra los derechos de autor ni el nombre de la empresa en la pantalla de título. Ambos se ejecutan bajo el hardware modificado de Crazy Climber; hay otras versiones que se ejecutan en el hardware de Scramble, Jeutel, Orca y Alca. El Crazy Kong oficial vino en dos gabinetes con imágenes de un simio grande y enojado (en lugar de una caricatura cómica); fueron fabricados por Zaccaria (también distribuidor italiano del juego).

## Diferencias conDonkey Kong
- La pantalla de título del juego muestra el texto "Crazy Kong", escrito en vigas, según la versión que se esté ejecutando. No hay derechos de autor ni gráficos de Kong en la pantalla principal, solo el año '1981'. El texto de la viga no parpadea en diferentes colores durante unos segundos antes de detenerse, como en Donkey Kong.
- La paleta de colores es casi completamente diferente. La mayoría de las vigas se cambiaron de magenta/púrpura a verde neón, incluidas las de la pantalla de título.
- Se redibujaron algunos gráficos. Mientras que el personaje de Donkey Kong se ve casi igual de lado, su apariencia frontal es notablemente diferente cuando abre la boca; es más alto y de aspecto más feroz.
- Se eliminan muchas animaciones. Por ejemplo, en el primer nivel clásico, aparecen barriles de Crazy Kong, en lugar de mostrar las animaciones rodantes. Kong está bloqueado en la animación de giro horizontal, pero no alcanza los otros barriles ni se mueve cuando rueda los barriles verticalmente. Los cuadros de animación también se eliminan al principio y al final de cada nivel.
- Los efectos de sonido son alterados y generalmente más crudos. El zumbido de la música de fondo se elimina (sin el lanzamiento del hardware Scramble) y Mario hace una muestra digital de sonido "hi-yah" cuando salta. Muchos de los sonidos del juego, como los golpes de pecho de Kong, también se pueden encontrar en el juego Crazy Climber en aquellas versiones que se ejecutan en su hardware patentado.
- Se consideran algunos aspectos del juego.  más difícil que Donkey Kong, ya que la detección de colisiones es menos indulgente y ciertos elementos del juego se mueven más rápido.
- El primer nivel se puede completar con el siguiente truco: sube la escalera en el extremo derecho de la plataforma inferior. Asegúrate de que la espalda de Mario esté frente a ti mientras tocas el joystick hasta que su pie derecho cuelgue sobre la repisa. Salta de la plataforma. Si se hace correctamente, cae por el piso de abajo y se completa el nivel.
- Las llamas fantasmales en la marca de los 100 m (el nivel del remache) se reemplazan con los enemigos de fuego de aceite que habitan en los otros niveles.
- Después de completar la marca de los 100 m, el corazón que normalmente existe entre Mario y Pauline se coloca cerca del indicador de ronda.
- Al ingresar un puntaje alto, cualquiera de los 12 caracteres disponibles que no se usa se reemplaza con un guion (-).
- Mario usa los colores marrón y rojo fangoso similares a los del Super Mario Bros. original, excepto en el nivel de 100 m, donde aparece en una paleta corrupta de naranja y verde.
- Todos los sonidos del juego están tomados de Crazy Climber.
- En el nivel de 100 m, es posible tocar y pasar junto a Crazy Kong sin perder una vida.

### Diferencias enCrazy Kong Part II
- Se muestra una escena en la que Crazy Kong sale de una jaula junto con una melodía rudimentaria de audio de un canal.
- La mayoría de las vigas de acero se cambiaron de un color magenta/púrpura a un color naranja/rojo, incluida la pantalla de título.
- Después de completar la marca de los 100 m, el texto "GIVE UP!!" aparece
- Durante la vuelta 2 en adelante (cuando L=02), aparecen espacios en las vigas del nivel 25 m (el nivel inclinado).
- En el nivel de 25m, se cortan algunos taludes para que ya no bajen más allá de la escalera.
- A diferencia de Crazy Kong, Mario tiene colores más parecidos a Donkey Kong.

## Legado
Cuando Nintendo lanzó Donkey Kong Jr. (una secuela de Donkey Kong ), Falcon desarrolló y publicó una secuela clonada también titulada Crazy Kong Jr, también conocida como Crazy Junior, pero a diferencia de la anterior, no tenía licencia ni de Nintendo ni de Nintendo y Nintendo de América.